# Milleriana (vlinders)
Milleriana is een geslacht van vlinders uit de familie van de bloeddrupjes (Zygaenidae).

## Soorten
Deze lijst is mogelijk niet compleet.
- M. adalifa (Doubleday, 1847)
- M. adalifoides (Schultze, 1925)
- M. dualis (Hering, 1941)
- M. hamiltoni (Swinhoe, 1891)
- M. lingnami (Mell, 1922)
- M. rehfousi (Oberthür, 1910)